# Izdieszkowo (stacja kolejowa)
Izdieszkowo (ros. Издешково) – stacja kolejowa w miejscowości Izdieszkowo, w rejonie safonowskim, w obwodzie smoleńskim, w Rosji. Położona jest na linii Moskwa - Mińsk - Brześć.

## Historia
Stacja powstała w XIX w. na drodze żelaznej moskiewsko-brzeskiej pomiędzy stacjami Ałfiorowo i Durowo.